# Stelestylis
Stelestylis é um género botânico pertencente à família Cyclanthaceae.
1. ↑  «Stelestylis — World Flora Online». www.worldfloraonline.org. Consultado em 19 de agosto de 2020